# Gustaf Dalström
Gustaf Mauritz Dalström, född 22 augusti 1837 i Vaxholms församling, Stockholms län, död 8 maj 1906 i Stockholm, var en svensk ingenjör. Han var gift med Kata Dalström. 
Dalström blev elev vid Teknologiska institutet 1860 och erhöll avgångsexamen 1863. Han var telegrafist vid Optiska telegrafen 1850–60, byggde elektriska telegrafledningar i Norrland 1857, var nivellör vid Statens järnvägsbyggnader 1863–68, andre lärare vid Östergötlands folkhögskola 1868–69, stationsingenjör vid Frövi-Ludvika Järnväg 1870–71, stations- och distriktsingenjör vid Karlskrona-Växjö Järnväg 1871–1874 och arbetschef vid enskilda järnvägsbyggnader 1874–1880. Han grundade Stockholms Södra Spårvägs AB och byggde spårvägarna 1885–1887, var verkställande direktör för AB Visby Cementfabrik 1888–1890 och arbetschef vid större vattenarbeten 1893–1894. Han var en av stiftarna av Svenska Teknologföreningen.